# Sirodothis populi
Sirodothis populi är en svampart som beskrevs av Clem. 1909. Sirodothis populi ingår i släktet Sirodothis och familjen Helotiaceae.   Inga underarter finns listade i Catalogue of Life.